# Demonstrace v Maďarsku na podzim 2006

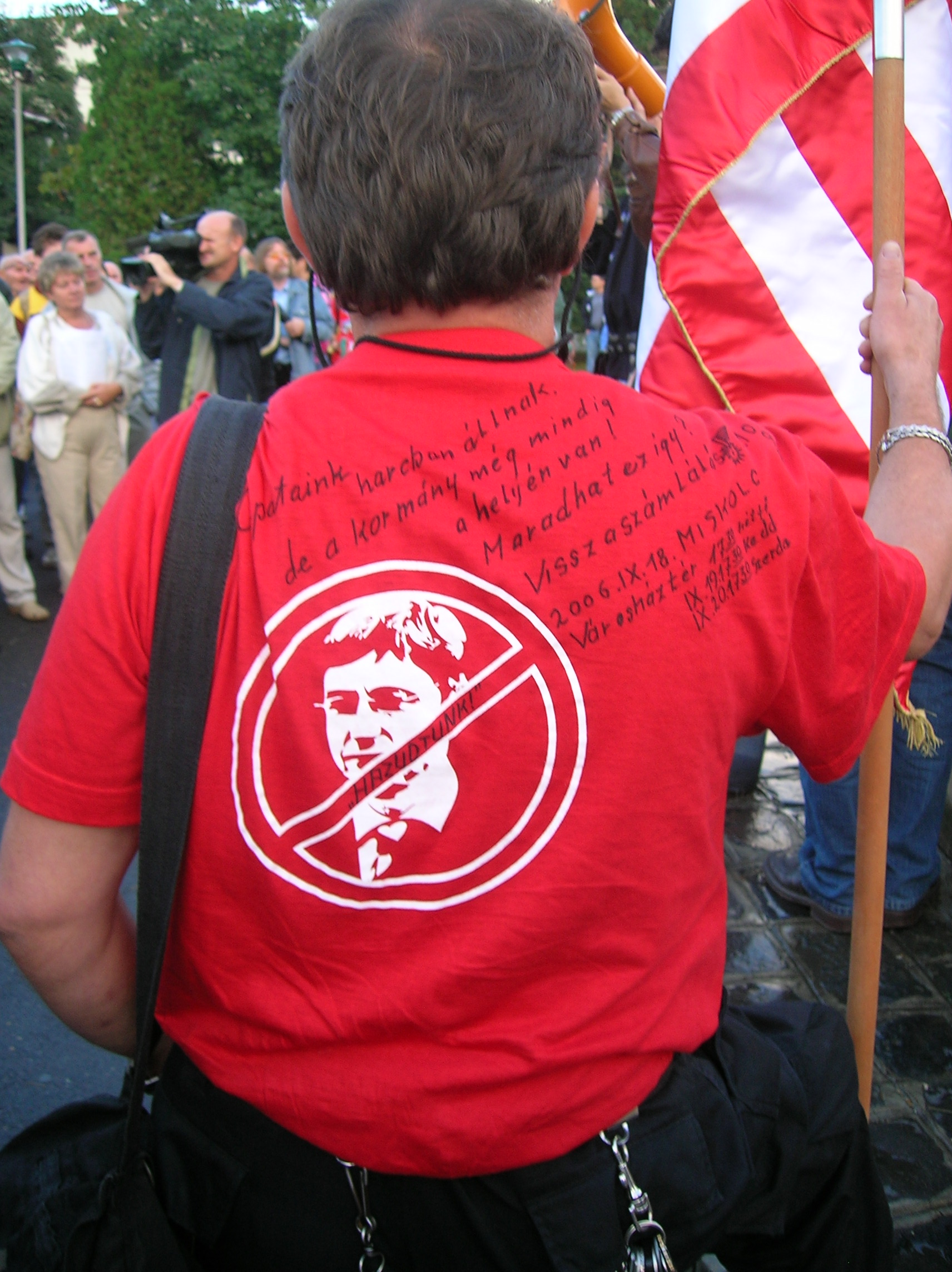
Tričko "anti-Gyurcsány"

Protivládní demonstrace v Maďarsku na podzim 2006 byly soustavou největších protestů od pádu komunismu v roce 1989. Vše vypuklo dne 17. září, kdy se na veřejnost dostala audionahrávka z neveřejného projevu tehdejšího premiéra Ference Gyurcsánye, na níž vulgárně přiznává, že v zájmu volebního úspěchu MSZP lhal o skutečném stavu maďarské ekonomiky, a že se Maďarsko podařilo udržet nad vodou jedině díky boží prozřetelnosti, spoustě peněz ve světovém hospodářství a stovkám podvodů.
V reakci na to se zvedla vlna masivních protestů z řad opozice. V první fázi demonstrovaly statisíce Maďarů, požadujících Gyurcsányho rezignaci, v Budapešti a dalších velkých městech. Účast postupně slábla. K další masivní demonstraci došlo v den oslav 50. výročí Maďarského povstání z roku 1956. Tyto oslavy se rozhodla bojkotovat maďarská opozice v čele s Fideszem. Došlo k tvrdým srážkám mezi demonstranty a
policisty. Zhruba 200 demonstrantů házelo na policisty lahve a kamení, k zatarasení přilehlé ulice použili autobus a snažili se policejní kordony prorazit nevyzbrojeným tankem používaným během
Maďarského povstání. Potyčky trvaly až do ranních hodin následujícího dne, kdy policie rozehnala posledních 300 demonstrantů, kteří se zabarikádovali na jednom z mostů přes Dunaj. Při střetech s policií bylo zraněno na 130 lidí, z toho osm těžce. Mezi zraněnými byl i poslanec opoziční strany Fidesz Mariusz Revesz.
V reakci na tyto události a proti vládě, nazpívala třicítka předních maďarských zpěváků z klubu Szeretem Magyarországot populární píseň Magyarország (Maďarsko), která se ihned stala neoficiální hymnou těchto demonstrací.

## Předcházející události

### Parlamentní volby

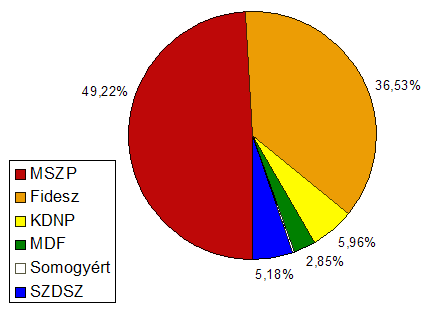
Graf voleb 2006

Páté parlamentní volby roku 2006 provázela mohutná předvolební kampaň. Zatím nikdy se v historii třetí Maďarské republiky nestalo, že by ve volbách dvakrát za sebou zvítězila jedna strana.
V předchozích volbách 2002 sice zvítězila koalice Fidesz-MDF, ale vládu sestavila MSZP, která v koalici se SZDSZ získala většinu. Po útocích Fideszu na hospodářskou politiku vládní MSZP a celkové nestabilitě vládní politiky, odstoupil tehdejší premiér Péter Medgyessy a nahradil ho Ferenc Gyurcsány. Ten bránil MSZP před výroky o prakticismu a nedostatku vize budoucího Maďarska od předsedy opozičního Fideszu Viktora Orbána.
Na jaře 2006 si obě strany MSZP a Fidesz dělaly velké naděje na vítězství a volební kampaň obou dvou byla skutečně obrovská. Snad právě zatajování informací o stavu ekonomiky a slíbení snížení daní ze strany MSZP přispělo k jejímu vítězství. Největšího protikandidáta Fidesz, který byl v koalici s KDNP, porazila o 26 křesel.

### Gyurcsányho proslov v Balatonőszöd
Audionahrávka byla pořízena dne 26. května 2006, tedy měsíc po parlamentních volbách, na neveřejném povolebním sjezdu tehdy nejsilnější Maďarské socialistické strany v obci Balatonőszöd. Její předseda Ferenc Gyurcsány, který byl od roku 2004 rovněž premiérem, se tehdy velmi emotivně a vulgárně vyjádřil o minulé vládě své strany.
| „ | Nemáme moc na výběr. Vlastně vůbec ne. ... Žádná evropská země neudělala něco tak pitomého jako my. Evidentně jsme v minulém roce a půl či dvou letech lhali. Maďarsku se podařilo udržet nad vodou jedině díky boží prozřetelnosti, spoustě peněz ve světovém hospodářství a stovkám podvodů. | “ |

## Demonstrace den po dni

### Den 1: neděle 17. září

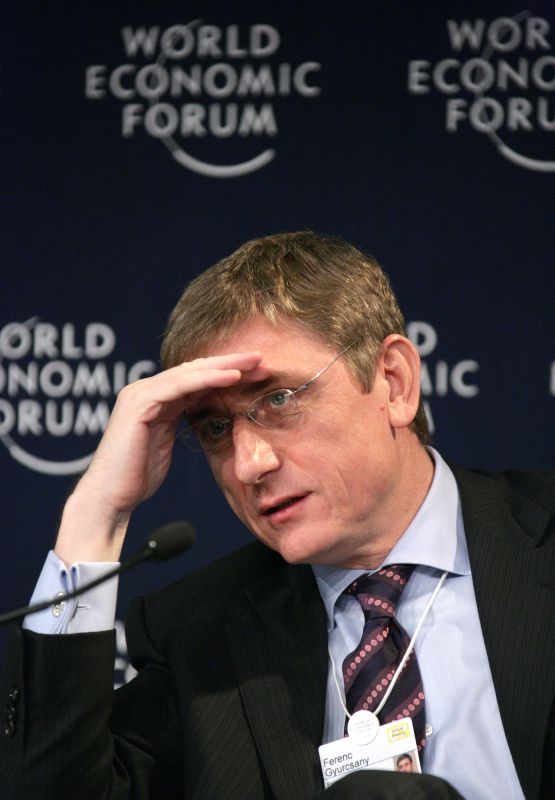
Ferenc Gyurcsány

Dne 17. září 2006 odvysílalo Magyar Rádió v odpoledních hodinách úplný záznam Gyurcsányho neveřejného prohlášení k poslancům MSZP. Ihned po zveřejnění fragmentů plamenného projevu server Magyar Rádió zkolaboval. Gyurcsány následně celý záznam zveřejnil na vlastních webových stránkách a pravost nahrávky potvrdil. Ještě týž den večer protestovalo několik tisíc příznivců opozice a požadovaly Gyurcsányho odstoupení.
Samotný Ferenc Gyurcsány se ještě v neděli v televizi ATV pokoušel své výroky vysvětlit, když řekl, že o lžích mluvil v souvislosti s politiky, kteří se snaží přesvědčit Maďary, že mohou žít v pohodlí, aniž by za to museli platit. Dále se v četných rozhovorech pro televize a rádia omlouval hlavně za vulgární výrazy - prý se nechal strhnout, aby váhající spolustraníky přesvědčil o nezbytnosti reforem, které je odhodlán uskutečnit.

### Den 2: pondělí 18. září

#### Budapešť
Přibližně 40 000 protestující požadovalo poblíže Országházu Gyurcsányho rezignaci. K násilným nepokojům došlo, když premiér Ferenc Gyurcsány oznámil, že rezignovat nehodlá: "V neděli v noci jsem strávil tři minuty přemýšlením o tom, zda bych měl rezignovat a jestli mám důvod k odstoupení. Závěr, k němuž jsem došel, je, že absolutně ne."
Po 23:00 se skupiny demonstrantů snažili dostat do budovy veřejnoprávní televize Magyar Televízió na Szabadság tér (Náměstí Svobody).

#### Miskolc
V Miskolci asi 2000 občanů protestovalo na Szent István tér (Náměstí sv. Štěpána), kde Árpád Miklós ze strany MIÉP pronesl svůj projev. Lidé křičeli protivládní hesla a zpívali Himnusz a Székely himnusz, pak pochodovali k nedaleké radnici. V některých částech města byla kvůli demonstrantům zablokována doprava.

### Den 3: úterý 19. září

#### Budapešť

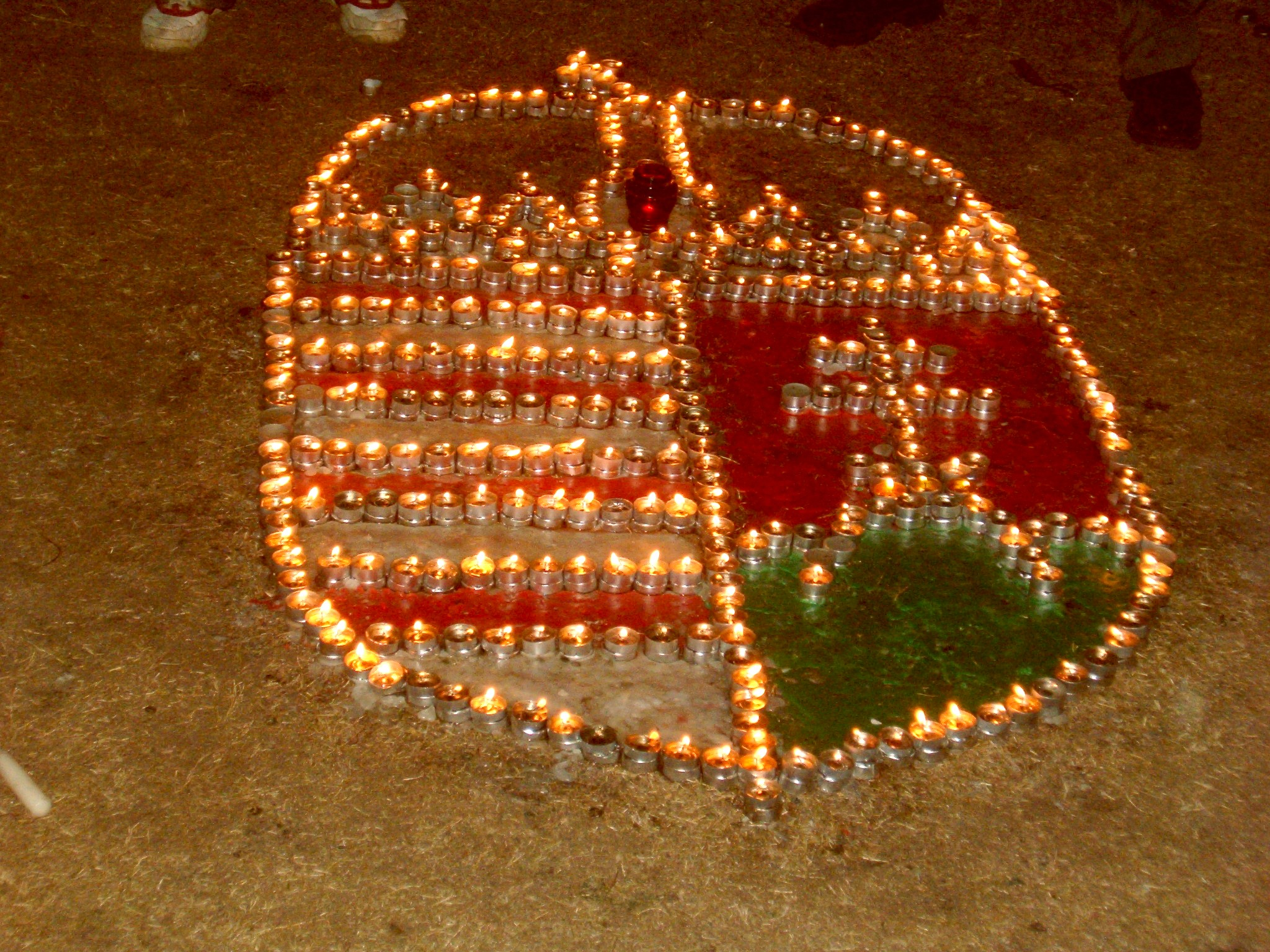
Státní znak Maďarska vytvořený ze svíček

Největší intenzitu měly nepokoje v noci z pondělí 18. na úterý 19. září. Část demonstrantů se dostala do státní televize. Chtěli, aby odvysílala jejich požadavky. Měli v plánu říct, jak premiér lhal, a vyzvat k předčasným volbám. Sídlo televize obsadili hodinu po půlnoci a vynutili si přerušení vysílání na téměř půl druhé hodiny. Policisté přitom proti pěti desítkám lidí, kteří do televize pronikli, zasáhli až kolem čtvrté hodiny ranní. Následně začali rozhánět několikatisícový dav před budovou. Nasadili i kamion s vodním dělem. Vzápětí vzplanulo několik aut a plameny částečně zasáhly i budovu televize. Na slzný plyn a vodní děla odpověděli demonstranti házením kamenů. Až nad ránem policie vytlačila protestující z budapešťského Szabadság tér (Náměstí svobody).
Po těchto nočních událostech nabídl ministr spravedlnosti Jozsef Petretei, který odpovídal i za orgán Policie Maďarské republiky, demisi.
Na ráno byla svolána schůze Národního bezpečnostního výboru. Gyurcsány v reakci na noční násilnosti slíbil provést rázná opatření. Policii nařídil obnovit pořádek "všemi prostředky". Do metropole byly povolány z celé země tisíce policistů. Policie kontroluje přístup do oblasti kolem televizní budovy, ve které se nachází i americká ambasáda či sídlo centrální banky. Ferenc Gyurcsány o nočních událostech také řekl, že šlo o "nejdelší a nejtemnější noc" od pádu komunismu v roce 1989. Intenzita protestů překvapila i policii.
Dopoledne bylo před budovou parlamentu jen několik desítek osob, které byly pod dohledem policie. Před polednem se jejich počet údajně zvýšil na zhruba 500.

#### Szeged
V Szegedu kolem devatenácté hodiny protestovalo asi 500–600 lidí, ale během několika minut, se sešlo již několik tisíc demonstrantů k pochodu na radnici. Maďarská policie hlídala radnici, župní úřady a budovy televize a rozhlasu.

### Den 4: středa 20. září

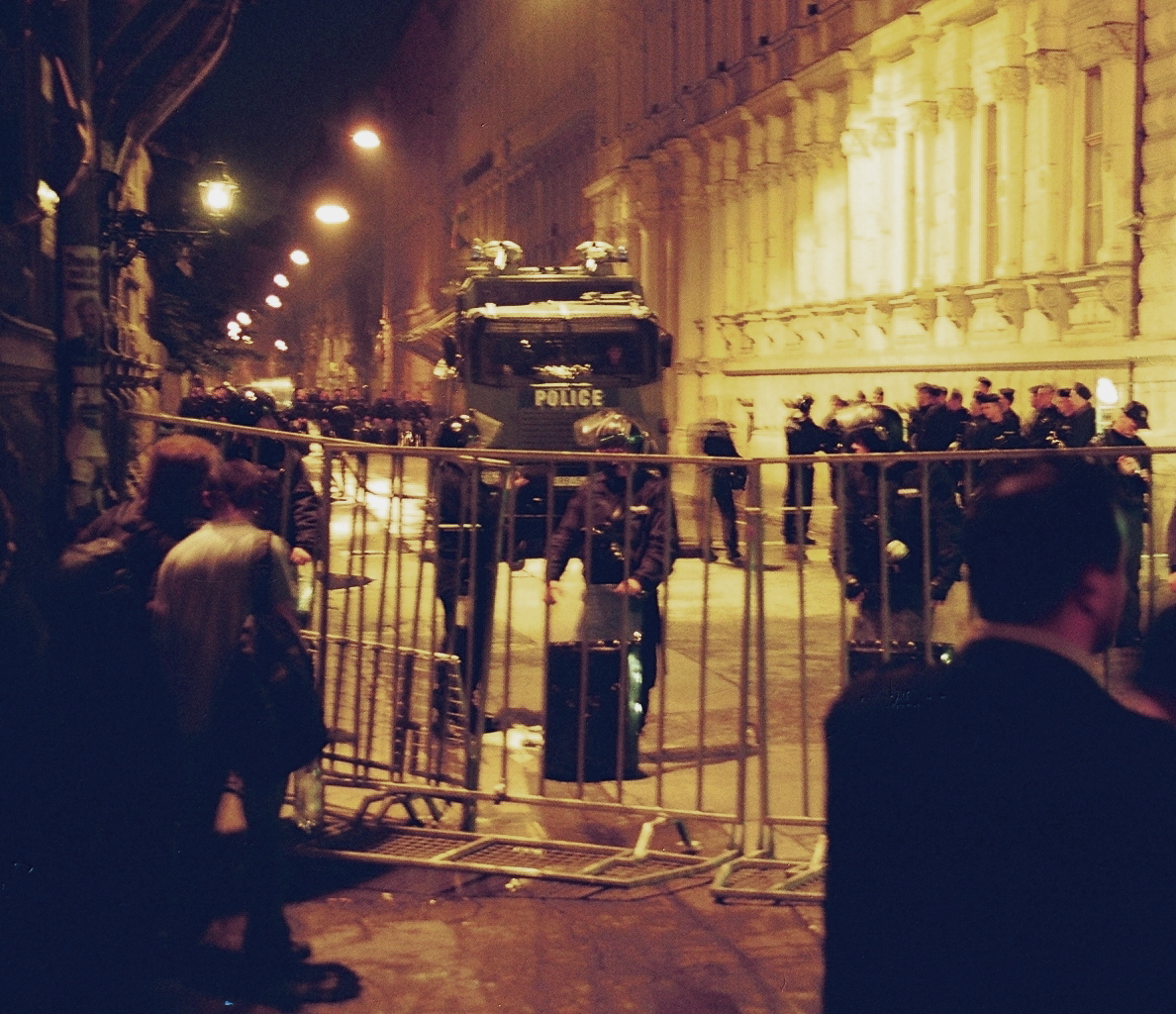
Policejní zátaras v blízkosti Magyar Rádió

#### Budapešť
V Budapešti došlo k dalším pouličním bojům demonstrantů s policií, když se účastníci původně pokojné demonstrace vydali k sídlu vlády a byli zastaveni policejními kordony. Lokální potyčky pokračovaly až do rána, hořela auta, zranění jsou na straně demonstrantů i policie, mnoho lidí bylo zatčeno. Kvůli falešnému bombovému poplachu bylo vyklizeno studio maďarské soukromé televize HÍR TV v době, kdy zde měl vystoupit bývalý premiér a opoziční vůdce Viktor Orbán.

### Den 5: čtvrtek 21. září

#### Budapešť
Pokojné demonstrace nadále pokračovaly, i když s výrazně menším počtem lidí. Hlavní opoziční strana Fidesz zrušila svůj plánovaný sraz, kvůli varování před možným útokem.
V noci byl zapálen jeden z výborů strany MSZP v Újpesti. Požár byl rychle uhašen.

#### Ostatní města
V pokojných demonstracích se pokračovalo po celé zemi.

### Den 6: pátek 22. září

#### Budapešť
Na Kossuth Lajos tér se konala pokojná desetitisícová demonstrace, několik lidí vystoupilo s projevem. Policisté velmi hlídali shromáždění mimoparlamentní krajně pravicové strany MIÉP. Premiér Ferenc Gyurcsány se vydal na svou oficiální cestu do Berlína.

#### Ostatní města
Asi 500 lidí protestovalo v Debrecínu, 500 v Szegedu, 400 v Szécsény, 100–200 v Békéscsabě, 100–120 v Salgótarjánu, 50 v Nyíregyháze a menší skupiny v několika dalších městech.

#### Jiné státy
- Rakousko: Asi 60 členů maďarské menšiny žijící v Rakousku demonstrovalo na velvyslanectví Maďarské republiky ve Vídni.[8]
- Švýcarsko: Asi 60 Maďarů žijících ve Švýcarsku protestovalo před velvyslanectví v Bernu.[9]
- Kanada: Maďaři žijící v Torontu oznámili svůj záměr uspořádat pokojné demonstrace před konzulátem MR v Torontu dne 23. září odpoledne.[10]
- Spojené státy americké: Více než 100 demonstrantů požadovalo rezignaci před konzulátem MR v New York City. Někteří demonstranti přicestovali z New Jersey a Connecticutu. Zpívaly se hymny Himnusz a Szózat, a také byla přednášena revoluční báseň Nemzeti dal z roku 1848. Demonstrace byla také zaznamenána v Los Angeles.[11]

### Den 7: sobota 23. září
I přesto, že opoziční strana Fidesz svůj mítink odvolala, přišlo před Országház více než třicet tisíc lidí. Nechyběli ani členové krajně pravicové strany Jobbik a příznivci fotbalového klubu Ferencváros, jehož jádro je považováno za velmi problémové. Zhruba hodinu po půlnoci se v klidu rozešli a na náměstí zbyly jen hloučky nespavců, kteří chtěli demonstrovat dál.

### Den 8: neděle 24. září
V Budapešti protestovalo kolem 10 000 až 12 000 lidí.

### Den 9: pondělí 25. září
Na čtyři tisíce lidí protestovaly v Budapešti. Dále pak asi 300 lidí v Miskolci, 400 v Szegedu a 300 v Szekszárdu.
Členové Magyar Lobbi, což je organizace amerických a evropských profesorů a vědců maďarského původu, napsali protivládní petici prezidentu Maďarské republiky, kterým je László Sólyom.

## Nová vlna demonstrací k oslavám Maďarského povstání

### 23. říjen
K výročí 50. let od Maďarského povstání z roku 1956 se v Budapešti i po celém Maďarsku rozběhla nová vlna protivládních demonstrací. Oficiálních oslav, které bojkotovala opozice, se účastnilo přes 50 zahraničních delegací, mezi nimi i prezident ČR Václav Klaus. Prezident Maďarské republiky László Sólyom na oslavách vyzval k jednotě v zemi. Jak to bude těžké, se však ukázalo v průběhu připomínky povstání – někteří z pamětníků si odmítli se socialistickým premiérem Gyurcsányem podat ruce.

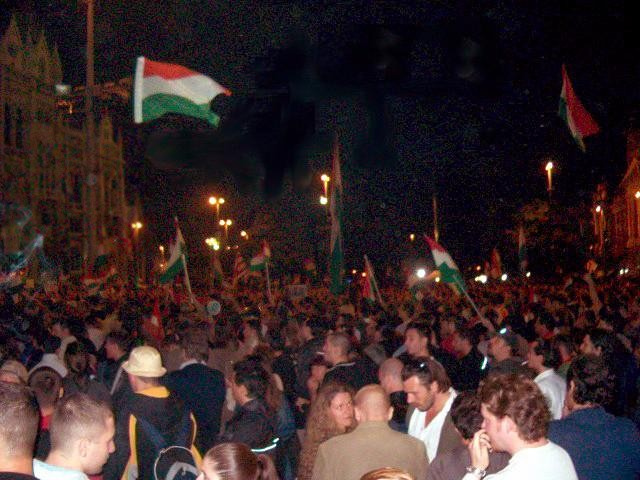
Protest na Kossuth Lajos tér

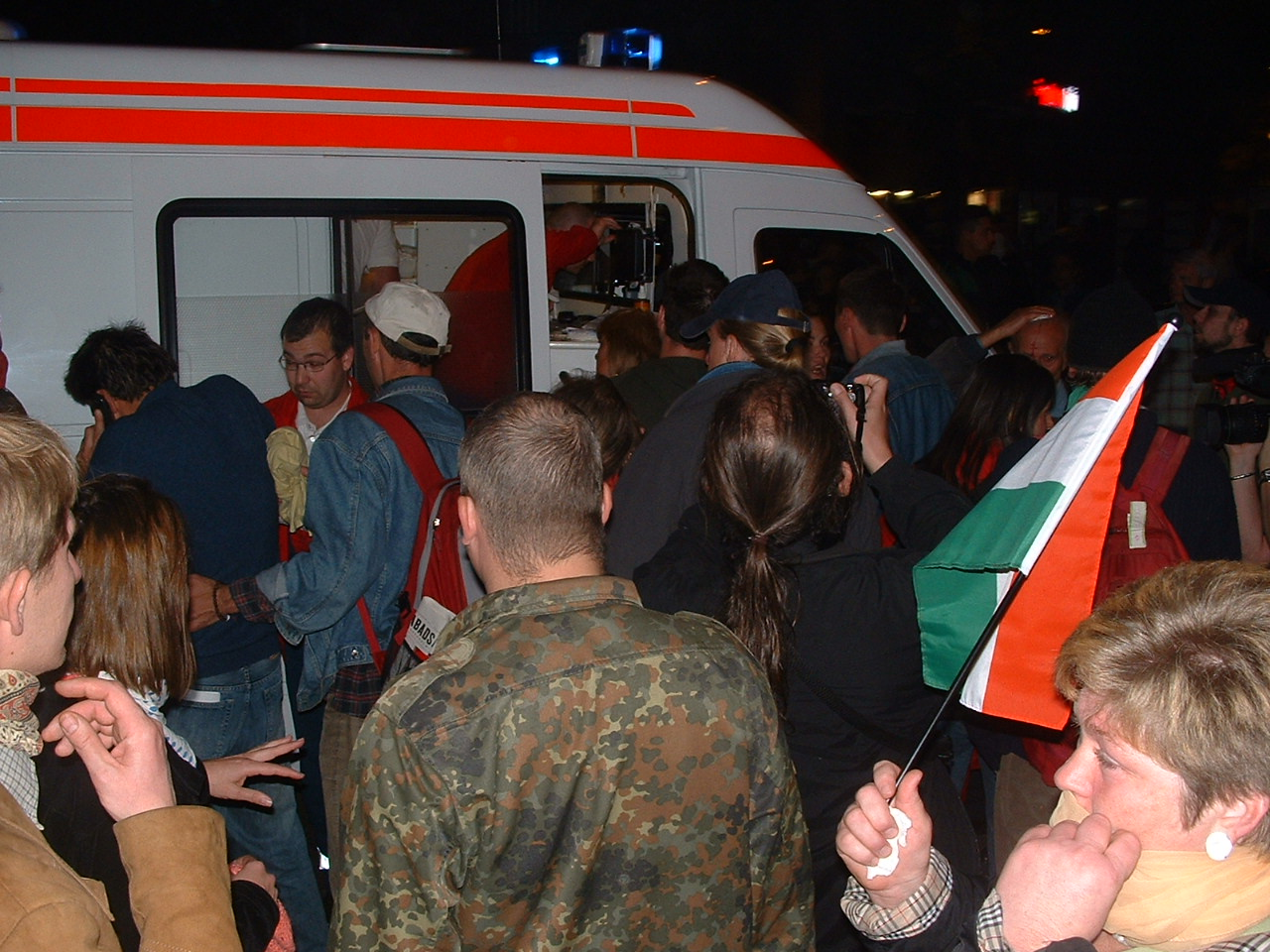
První pomoc pro zraněné

Odpoledne se demonstranti začali shromažďovat v centru u Országházu. Protože byl prostor před budovou uzavřen, prorazili zátarasy a střetli se s policií. Zhruba 200 demonstrantů házelo na policisty lahve a kamení, k zatarasení přilehlé ulice použili autobus. Demonstranti se dokonce zmocnili starého sovětského tanku T-34 a další vojenské techniky používané během Maďarského povstání. Kolem půl šesté, když na jednom z náměstí skončil projev předsedy opoziční strany Fidesz Viktora Orbána, se proti demonstrantům najednou rozjeli policisté na koních. Další z vodních děl do davu stříkali modře a zeleně zabarvenou tekutinu. Policie použila k jejich rozehnání střelbu gumovými projektily, vodní děla a slzný plyn, některé demonstranty zbili obušky. Mezi zraněnými je údajně i poslanec opoziční strany Fidesz Mariusz Revesz. Šéf budapešťské policie Peter Gergény prohlásil, že jeho jednotky zasáhly přiměřeně a použily pouze nezbytné prostředky pro zklidnění demonstrantů. Policie MR si za zásah vysloužila kritiku od opozice, podle které postupovali policisté brutálně proti poklidné demonstraci.
Podle údajů maďarské záchranné služby bylo při střetech zraněno na 130 lidí, z toho osm těžce. V nemocnici muselo být ošetřeno celkem patnáct lidí. Zhruba stovku demonstrantů policie zadržela.

### 24. říjen
Již 23. října v noci se asi 300 demonstrantů zabarikádovalo na jednom z mostů přes Dunaj. Policii se je podařilo rozehnat až kolem sedmé hodiny ranní.

## Píseň Magyarország
Třicítka předních maďarských zpěváků a zpěvaček z klubu Szeretem Magyarországot nazpívala, v reakci na tyto události a proti vládě, populární píseň Magyarország (Maďarsko), jejímž autorem je Péter Geszti a obvykle jí zpívá jen Ibolya Oláhová. Tato píseň se ihned stala neoficiální hymnou těchto protestů.
Zpěváci (řazeno abecedně): Adriana, Balázs Fecó, Bíró Eszter, Bródy János, Charlie, Cipő, Csipa, Geszti Péter, Hegyi Barbara, Behumi Dóri, Kozma Orsi, Váczi Eszter, Keresztes Ildikó, Miklósa Erika, Novák Péter, Oláh Ibolya, Oroszlán Szonja, Pajor Tamás, Palya Bea, Péter Szabó Szilvia, Roy, Rúzsa Magdolna, Somló Tamás, Sub Bass Monster, Szikora Róbert, Szolnoki Péter, Sztevanovity Zorán, Szulák Andrea, Yorgos a Zséda.